# Julius von Hartmann
Julius von Hartmann, född 2 mars 1817, död 30 april 1878, var en preussisk militär.
Hartmann blev officer vid kavalleriet 1835, överste 1860, generalmajor 1865, general av kavalleriet 1873 och erhöll avsked 1876. Han tjänstgjorde 1848-55 i generalstaben och var 1857-60 avdelningschef i krigsministeriet och förde 1866 under tyska enhetskriget befälet över 2:a arméns kavallerifördelning och blev vid krigsutbrottet 1870 chef för 1:a kavallerifördelningen. I januari 1871 fick han befälet över 10:e armékåren, besatte 19 januari samma år Tours och var efter fredsslutet guvernör i Strassburg. Han änka utgav 1882 hans Lebenserinnerungen, Briefe und Aufsätze.